# Montenegro op de Olympische Winterspelen 2022
Montenegro nam deel aan de Olympische Winterspelen 2022 in Peking in China.

## Deelnemers en resultaten

### Alpineskiën
Mannen
| Naam            | Onderdeel    | 1e run  | 1e run | 2e run  | 2e run | Totaal  | Totaal |
| Naam            | Onderdeel    | Tijd    | Rang   | Tijd    | Rang   | Tijd    | Rang   |
| --------------- | ------------ | ------- | ------ | ------- | ------ | ------- | ------ |
| Eldar Salihović | Reuzenslalom | 1:18,84 | 47     | 1:22,70 | 42     | 2:41,54 | 41     |
| Eldar Salihović | Slalom       | 1:09,61 | 50     | 1:02,21 | 39     | 2:11,82 | 42     |

Vrouwen
| Naam           | Onderdeel    | 1e run | 1e run | 2e run         | 2e run         | Totaal         | Totaal         |
| Naam           | Onderdeel    | Tijd   | Rang   | Tijd           | Rang           | Tijd           | Rang           |
| -------------- | ------------ | ------ | ------ | -------------- | -------------- | -------------- | -------------- |
| Jelena Vujičić | Reuzenslalom | DNF    | DNF    | niet geplaatst | niet geplaatst | niet geplaatst | niet geplaatst |
| Jelena Vujičić | Slalom       | DNF    | DNF    | niet geplaatst | niet geplaatst | niet geplaatst | niet geplaatst |

### Langlaufen
Maximaal vier deelnemers per onderdeel
Lange afstanden
Mannen
| Naam               | Onderdeel             | Uitslag | Uitslag |
| Naam               | Onderdeel             | Tijd    | Rang    |
| ------------------ | --------------------- | ------- | ------- |
| Aleksandar Grbovic | 15 km klassieke stijl | 52:44,9 | 93      |

Sprint
Mannen
| Naam               | Onderdeel | Kwalificatie | Kwalificatie | Kwartfinales   | Kwartfinales   | Halve finales  | Halve finales  | Finale         | Finale         |
| Naam               | Onderdeel | Tijd         | Rang         | Tijd           | Rang           | Tijd           | Rang           | Tijd           | Rang           |
| ------------------ | --------- | ------------ | ------------ | -------------- | -------------- | -------------- | -------------- | -------------- | -------------- |
| Aleksandar Grbovic | Sprint    | 3:24,12      | 84           | niet geplaatst | niet geplaatst | niet geplaatst | niet geplaatst | niet geplaatst | niet geplaatst |

Albanië · Amerikaans-Samoa · Amerikaanse Maagdeneilanden · Andorra · Argentinië · Armenië · Australië · Azerbeidzjan · België · Bolivia · Bosnië en Herzegovina · Brazilië · Bulgarije · Canada · Chili · China · Chinees Taipei · Colombia · Cyprus · Denemarken · Duitsland · Ecuador · Eritrea · Estland · Filipijnen · Finland · Frankrijk · Georgië · Ghana · Griekenland · Groot-Brittannië · Haïti · Hongarije · Hongkong · Ierland · IJsland · India · Iran · Israël · Italië · Jamaica · Japan · Kazachstan · Kirgizië · Kosovo · Kroatië · Letland · Libanon · Liechtenstein · Litouwen · Luxemburg · Madagaskar · Maleisië · Malta · Marokko · Mexico · Moldavië · Monaco · Mongolië · Montenegro · Nederland · Nieuw-Zeeland · Nigeria · Noord-Macedonië · Noorwegen · Oekraïne · Oezbekistan · Oost-Timor · Oostenrijk · Pakistan · Peru · Polen · Portugal · Puerto Rico · Roemenië · San Marino · Saoedi-Arabië · Servië · Slovenië · Slowakije · Spanje · Thailand · Trinidad en Tobago · Tsjechië · Turkije · Verenigde Staten · Wit-Rusland · Zuid-Korea · Zweden · Zwitserland
Russische ploeg